# Kîikiv, Zolociv
Kîikiv (în ucraineană Кийків) este un sat în comuna Strutîn din raionul Zolociv, regiunea Liov, Ucraina.

## Demografie
Componența lingvistică a localității Kîikiv
     Ucraineană (100%)
Conform recensământului din 2001, toată populația localității Kîikiv era vorbitoare de ucraineană (100%).